# Moimenta da Beira
Moimenta da Beira is een plaats en gemeente in het Portugese district Viseu.
De gemeente heeft een totale oppervlakte van 220 km² en telde 11.074 inwoners in 2001.

## Kernen
- Aldeia de Nacomba
- Alvite
- Arcozelos
- Ariz
- Baldos
- Cabaços
- Caria
- Castelo
- Leomil
- Moimenta da Beira
- Nagosa
- Paradinha
- Passô
- Pêra Velha
- Peva
- Rua
- Sarzedo
- Segões
- Sever
- Vilar